# Amanieu d'Albret
Amanieu d'Albret (Francia, 1478 circa – Casteljaloux, 20 dicembre 1520) è stato un cardinale francese.

## Biografia
Nato da famiglia di sangue reale, era nipote del cardinale Louis d'Albret e cognato di Cesare Borgia, in quanto fratello di sua moglie Charlotte. Divenne protonotario apostolico e fu nominato archimandrita di San Rufo nella diocesi di Valencia.
Il 19 luglio 1499 fu nominato amministratore apostolico di Comminges. Il 13 settembre o il 15 ottobre dello stesso anno fu nominato anche amministratore apostolico di Condom, ma pare che non abbia mai preso possesso della sede. Dal 4 maggio al 10 ottobre 1500 fu amministratore apostolico di Oloron.
Nel concistoro del 20 marzo 1500 papa Alessandro VI lo creò cardinale in pectore. Fu pubblicato il 28 settembre dello stesso anno e il 5 ottobre 1500 e ricevette la diaconia di San Nicola in Carcere.
Il 14 marzo 1502 fu nominato amministratore apostolico di Pamiers, a cui rinunciò nel 1506. Il 21 giugno 1502 il papa lo inviò segretamente a Savona, per riportare a Roma il cardinale Giuliano della Rovere, ma dovette ritornare senza poter portare a termine la missione.
Partecipò ad entrambi i conclavi del 1503, che elessero papa Pio III e papa Giulio II. Dopo quest'ultimo conclave dovette lasciare Roma. Infatti aderì al partito dei cardinali francesi contro Giulio II, partecipando al complotto contro di lui. Fu minacciato di scomunica nel concistoro del 4 ottobre 1511. Prese parte allo scismatico Concilio di Pisa. Non partecipò al conclave del 1513 che elesse papa Leone X, che tuttavia il 24 aprile 1514 lo assolse.
Dal 1505 al 1520 fu abate dell'abbazia di Saint-Pierre de Brantôme.
Fu nominato amministratore apostolico di altre diocesi e precisamente:
- di Vannes dall'8 gennaio al 14 ottobre 1504;
- di Bazas dal 4 dicembre 1504 alla morte;
- di Lescar dal 6 ottobre 1507 al 20 giugno 1515;
- di Pamplona dal 13 maggio 1510 al 1512 e poi dal 1517 alla morte;
- di Pamiers dal 15 maggio al 18 agosto 1514 e ancora dal 23 giugno 1515 alla morte;
- di Couserans dal 20 al 25 giugno 1515.

Morì a Casteljaloux presso Bazas e fu sepolto in quella località.

## Ascendenza
|                                    |                         |                                      | Genitori                   |  |  | Nonni |  |  | Bisnonni               |  |  | Trisnonni              |  |
|                                    |                         |                                      |                            |  |  |       |  |  | 8. Charles II d'Albret |  |  | 16. Charles I d'Albret |  |
|                                    |                         |                                      |                            |  |  |       |  |  | 8. Charles II d'Albret |  |  | 16. Charles I d'Albret |  |
|                                    |                         | 17. Marie de Sully                   |                            |  |  |       |  |  | 8. Charles II d'Albret |  |  |                        |  |
| 4. Jean I d'Albret                 |                         |                                      |                            |  |  |       |  |  | 8. Charles II d'Albret |  |  |                        |  |
|                                    |                         | 9. Anne d'Armagnac                   | 18. Bernard VII d'Armagnac |  |  |       |  |  |                        |  |  |                        |  |
|                                    |                         | 9. Anne d'Armagnac                   | 18. Bernard VII d'Armagnac |  |  |       |  |  |                        |  |  |                        |  |
|                                    |                         | 9. Anne d'Armagnac                   | 19. Bonne de Berry         |  |  |       |  |  |                        |  |  |                        |  |
| 2. Alain I d'Albret                |                         | 9. Anne d'Armagnac                   |                            |  |  |       |  |  |                        |  |  |                        |  |
|                                    |                         | 10. Alain IX de Rohan                | 20. Alain VIII de Rohan    |  |  |       |  |  |                        |  |  |                        |  |
|                                    |                         | 10. Alain IX de Rohan                | 20. Alain VIII de Rohan    |  |  |       |  |  |                        |  |  |                        |  |
|                                    |                         | 10. Alain IX de Rohan                | 21. Béatrice de Clisson    |  |  |       |  |  |                        |  |  |                        |  |
| 5. Catherine de Rohan              |                         | 10. Alain IX de Rohan                |                            |  |  |       |  |  |                        |  |  |                        |  |
|                                    |                         | 11. Marguerite de Bretagne           | 22. Jean V de Bretagne     |  |  |       |  |  |                        |  |  |                        |  |
|                                    |                         | 11. Marguerite de Bretagne           | 22. Jean V de Bretagne     |  |  |       |  |  |                        |  |  |                        |  |
|                                    |                         | 11. Marguerite de Bretagne           | 23. Jeanne de Navarre      |  |  |       |  |  |                        |  |  |                        |  |
| 1. Amanieu d'Albret                |                         | 11. Marguerite de Bretagne           |                            |  |  |       |  |  |                        |  |  |                        |  |
|                                    | 12. Jean I de Châtillon | 24. Charles de Blois                 |                            |  |  |       |  |  |                        |  |  |                        |  |
|                                    | 12. Jean I de Châtillon | 24. Charles de Blois                 |                            |  |  |       |  |  |                        |  |  |                        |  |
|                                    | 12. Jean I de Châtillon | 25. Jeanne de Penthièvre             |                            |  |  |       |  |  |                        |  |  |                        |  |
| 6. Guillaume de Châtillon de Blois | 12. Jean I de Châtillon |                                      |                            |  |  |       |  |  |                        |  |  |                        |  |
|                                    |                         | 13. Marguerite de Clisson            | 26. Olivier V de Clisson   |  |  |       |  |  |                        |  |  |                        |  |
|                                    |                         | 13. Marguerite de Clisson            | 26. Olivier V de Clisson   |  |  |       |  |  |                        |  |  |                        |  |
|                                    |                         | 13. Marguerite de Clisson            | 27. Catherine de Laval     |  |  |       |  |  |                        |  |  |                        |  |
| 3. Françoise de Châtillon          |                         | 13. Marguerite de Clisson            |                            |  |  |       |  |  |                        |  |  |                        |  |
|                                    |                         | 14. Bertrand V de La Tour d'Auvergne | 28. Bertrand IV de La Tour |  |  |       |  |  |                        |  |  |                        |  |
|                                    |                         | 14. Bertrand V de La Tour d'Auvergne | 28. Bertrand IV de La Tour |  |  |       |  |  |                        |  |  |                        |  |
|                                    |                         | 14. Bertrand V de La Tour d'Auvergne | 29. Marie I d'Auvergne     |  |  |       |  |  |                        |  |  |                        |  |
| 7. Isabelle de La Tour d'Auvergne  |                         | 14. Bertrand V de La Tour d'Auvergne |                            |  |  |       |  |  |                        |  |  |                        |  |
|                                    |                         | 15. Jacquette du Peschin             | 30. Louis du Peschin       |  |  |       |  |  |                        |  |  |                        |  |
|                                    |                         | 15. Jacquette du Peschin             | 30. Louis du Peschin       |  |  |       |  |  |                        |  |  |                        |  |
|                                    |                         | 15. Jacquette du Peschin             | 31. Iseul de Sully         |  |  |       |  |  |                        |  |  |                        |  |
|                                    |                         | 15. Jacquette du Peschin             |                            |  |  |       |  |  |                        |  |  |                        |  |